# Floyd Hillman
Floyd Arthur Hillman, född 19 november 1933, död 26 maj 2020, var en kanadensisk professionell ishockeyback som tillbringade en säsong i den nordamerikanska ishockeyligan National Hockey League (NHL), där han spelade för Boston Bruins. Hillman producerade noll poäng (noll mål och noll assists) samt drog på sig tio utvisningsminuter på sex grundspelsmatcher.
Han spelade också för Victoria Cougars och San Francisco Seals i Western Hockey League (WHL); Hershey Bears, Springfield Indians och Providence Reds i American Hockey League (AHL); Windsor Bulldogs i International Hockey League (IHL) samt Oshawa Generals och Kitchener Greenshirts i OHA-Jr.
Hillman var bror till Larry Hillman och Wayne Hillman samt onkel till Brian Savage.

## Statistik
| Källa: Utv = Utvisningsminuter | Källa: Utv = Utvisningsminuter | Källa: Utv = Utvisningsminuter |                           | Grundserie                | Grundserie                | Grundserie                | Grundserie                | Grundserie                |                           | Slutspel                  | Slutspel                  | Slutspel                  | Slutspel                  | Slutspel                  |                           |
| Säsong                         | Lag                            | Liga                           | Matcher                   | Mål                       | Assists                   | Poäng                     | Utv                       | Matcher                   | Mål                       | Assists                   | Poäng                     | Utv                       |                           |                           |                           |
| ------------------------------ | ------------------------------ | ------------------------------ | ------------------------- | ------------------------- | ------------------------- | ------------------------- | ------------------------- | ------------------------- | ------------------------- | ------------------------- | ------------------------- | ------------------------- | ------------------------- | ------------------------- | ------------------------- |
| 1950–1951                      | Oshawa Generals                | OHA-Jr.                        | 1                         | 0                         | 0                         | 0                         | 4                         | —                         | —                         | —                         | —                         | —                         |                           |                           |                           |
| 1951–1952                      | Oshawa Chevies                 |                                | Statistik ej tillgänglig. | Statistik ej tillgänglig. | Statistik ej tillgänglig. | Statistik ej tillgänglig. | Statistik ej tillgänglig. | Statistik ej tillgänglig. | Statistik ej tillgänglig. | Statistik ej tillgänglig. | Statistik ej tillgänglig. | Statistik ej tillgänglig. | Statistik ej tillgänglig. | Statistik ej tillgänglig. | Statistik ej tillgänglig. |
| 1952–1953                      | Oshawa Generals                | OHA-Jr.                        | 56                        | 7                         | 13                        | 20                        | 94                        | 4                         | 1                         | 0                         | 1                         | 4                         |                           |                           |                           |
| 1953–1954                      | Kitchener Greenshirts          | OHA-Jr.                        | 55                        | 3                         | 16                        | 19                        | 115                       | 4                         | 0                         | 0                         | 0                         | 8                         |                           |                           |                           |
| 1954–1955                      | Windsor Bulldogs               | OHA-Sr.                        | 46                        | 2                         | 10                        | 12                        | 131                       | 12                        | 1                         | 3                         | 4                         | 27                        |                           |                           |                           |
| 1955–1956                      | Victoria Cougars               | WHL                            | 30                        | 2                         | 4                         | 6                         | 69                        | —                         | —                         | —                         | —                         | —                         |                           |                           |                           |
|                                | Hershey Bears                  | AHL                            | 41                        | 1                         | 6                         | 7                         | 70                        | —                         | —                         | —                         | —                         | —                         |                           |                           |                           |
| 1956–1957                      | Boston Bruins                  | NHL                            | 6                         | 0                         | 0                         | 0                         | 10                        | —                         | —                         | —                         | —                         | —                         |                           |                           |                           |
|                                | As de Québec                   | LHQ                            | 62                        | 4                         | 8                         | 12                        | 140                       | 10                        | 0                         | 2                         | 2                         | 14                        |                           |                           |                           |
| 1957–1958                      | Springfield Indians            | AHL                            | 43                        | 3                         | 11                        | 14                        | 62                        | —                         | —                         | —                         | —                         | —                         |                           |                           |                           |
|                                | As de Québec                   | LHQ                            | 23                        | 0                         | 5                         | 5                         | 49                        | 13                        | 0                         | 2                         | 2                         | 15                        |                           |                           |                           |
| 1958–1959                      | Providence Reds                | AHL                            | 2                         | 0                         | 0                         | 0                         | 0                         | —                         | —                         | —                         | —                         | —                         |                           |                           |                           |
|                                | As de Québec                   | LHQ                            | 59                        | 1                         | 18                        | 19                        | 149                       | —                         | —                         | —                         | —                         | —                         |                           |                           |                           |
| 1959–1960                      | Providence Reds                | AHL                            | 72                        | 4                         | 27                        | 31                        | 132                       | 5                         | 0                         | 1                         | 1                         | 10                        |                           |                           |                           |
| 1960–1961                      | Providence Reds                | AHL                            | 39                        | 0                         | 8                         | 8                         | 53                        | —                         | —                         | —                         | —                         | —                         |                           |                           |                           |
|                                | Kingston Frontenacs            | EPHL                           | 18                        | 0                         | 1                         | 1                         | 27                        | —                         | —                         | —                         | —                         | —                         |                           |                           |                           |
| 1961–1962                      | San Francisco Seals            | WHL                            | 70                        | 0                         | 14                        | 14                        | 122                       | 2                         | 0                         | 1                         | 1                         | 7                         |                           |                           |                           |
| 1962–1963                      | Windsor Bulldogs               | OHA-Sr.                        | 33                        | 3                         | 20                        | 23                        | 72                        | 11                        | 0                         | 2                         | 2                         | 27                        |                           |                           |                           |
| 1963–1964                      | Windsor Bulldogs               | IHL                            | 68                        | 4                         | 22                        | 26                        | 180                       | 6                         | 0                         | 2                         | 2                         | 8                         |                           |                           |                           |
| NHL totalt                     | NHL totalt                     | NHL totalt                     | 6                         | 0                         | 0                         | 0                         | 10                        | —                         | —                         | —                         | —                         | —                         |                           |                           |                           |
| WHL totalt                     | WHL totalt                     | WHL totalt                     | 100                       | 2                         | 18                        | 20                        | 191                       | 2                         | 0                         | 1                         | 1                         | 7                         |                           |                           |                           |
| AHL totalt                     | AHL totalt                     | AHL totalt                     | 197                       | 8                         | 52                        | 60                        | 317                       | 5                         | 0                         | 1                         | 1                         | 10                        |                           |                           |                           |
| OHA-Jr. totalt                 | OHA-Jr. totalt                 | OHA-Jr. totalt                 | 112                       | 10                        | 29                        | 39                        | 213                       | 8                         | 1                         | 0                         | 1                         | 12                        |                           |                           |                           |